# Ga Anyen Dampa
Ga Anyen Dampa (tib. sga a gnyan dam pa; geb. 1230; gest. 1303) oder Ga Anyen Dampa Künga Dragpa (ga a gnyan dam pa kun dga' grags pa) war ein bedeutender Geistlicher der Sakya-Schule des tibetischen Buddhismus. Er war Schüler von Sakya Pandita (1182–1251) und Phagpa (1235–1280). Er war der Bruder des Stammesfürsten Atro Palgye, der über achtzehn Stämme des Gebiets von Garje herrschte.
1268 gründete er das Kelsang-Kloster (bskal bzang dgon), ein wichtiges Kloster der Sakya-Schule im osttibetischen Thridu (Chidu, Qinghai).